# Галілея
Галілея (івр. הַגָּלִיל, «га-Ґаліль»; араб. الجليل‎, лат. Galilaea) — історичний край, область на півночі Ізраїлю
між Середземним морем та річкою Йордан. Галілею традиційно розділяють на три частини: Верхню, Нижню та Західну.
Стосовно походження назви регіону у історичній науці немає усталеної думки. Назва Галілеї походить, очевидно, від кельтського кореня «гал» (тобто «голос») і поселенців народу галати,[джерело?] що проживали тут і складали більшість населення аж до часів Юдейської війни. За тогочасними описами, галілеянин сильно відрізнявся від юдея зовні, одягом, культурою, звичаями і способом економічної діяльності. Юдеї завжди наголошували на своїй відчуженості від галілеян. Також варто згадати, що Галілея більшість часу була частиною держави Ізраїль, політично незалежною від Юдейського царства і не мала із Юдеєю зв'язків. За іншою версією, назва краю походить від біблейського слова «галіл», яке дуже рідко вживалося для позначення терміна «регіон» чи «округ» (цим намагаються прив'язати цей регіон до Юдеї). Саме в Галілейських краях сталося більшість подій, описаних у Новому Заповіті.
Північний схід Галілеї, що межує зі Сирією, сьогодні відомий як Голан.

## Фізичні особливості краю
На північному сході Галілеї здіймаються базальтові гори Голанського плоскогір'я. Галілейські гори, які складаються переважно з вапняку й доломіту, досягають 500—1200 м над рівнем моря. Завдяки непересихаючим струмкам і порівняно великими опадами ця місцевість залишається вічнозеленою. Жителі Галілеї і Голан — близько 17 % населення Ізраїлю — зайняті в основному в сільському господарстві, легкій промисловості і галузях, пов'язаних із туризмом. Ізраєльська долина, яка відділяє пагорби Галілеї, Самарії, — найбагатший сільськогосподарський район Ізраїлю, який обробляється багатьма кооперативними співтовариствами (кібуцами й мошанами). В Галілеї випадають рясні дощі. Природні ліси вкривають частину Галілеї, гору Кармель та інші височини. В цих місцях найпоширеніші фісташкові дерева та дуби. Весною квітнуть рожеві й білі цикламени, жовті крокуси, і колючий рокитник. Кущаться жимолость, і розлогі платани.
Озеро Кінерет, головна прісна водойма Ізраїлю, розташоване між пагорбами Галілеї і Голанськими висотами, на 212 м нижче від рівня моря. У свої 8 км завширшки і 21 завдовжки, Кінерет — найбільше ізраїльське озеро. На його берегах розташовано не лише найвідоміші історичні пам'ятники й релігійні святині, а також сільськогосподарські поселення (кібуци), рибні господарства й туристичні центри.

## Історія Галілеї

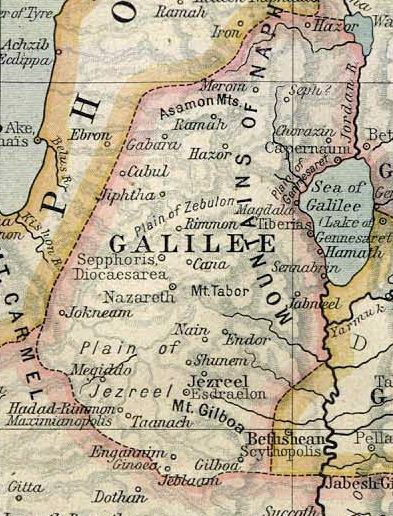
Древня Галілея

Відомостей про найдавніші часи про цей край дуже мало. У III тис. р. до н. е. Галілею заселили ханаетяни. Окремі їх міста згадуються у Старому Завіті. Типи цих міст, судячи з розкопок в Ахзіві, Акко, Кедеші та інших місцях, відображають вплив цивілізацій Месопотамії. Виявлений також вплив на будівництво вторгнення гіксосів на цю територію (1700—1580 рр. до н. е.). Для цього періоду характерні міські стіни з укосами і ровами у їх основ в Хацорі та інших місцях. Хуррити, що осіли в ті роки в Галілеї а також єгиптяни, які володіли Ханааном у XVI—XV ст. до н. е., і хети що їх відтіснили (XIV—XIII ст. до н. е.) не залишили в Галілеї відчутних слідів культурного впливу.
Галілея при завоюванні ізраїльтянами земель на захід від Йордану (XIII—XII ст. до н. е. (Нав. 19:16-39, Суд. 4:6-24)) дісталася у спадок колінам Ашера (північний захід), Завулона (південний захід), Нафталі (північний схід) і Іссахара (південний схід). Наприкінці 11 ст. до н. е. Галілея увійшла в царство Саула. Проте вона стала його органічною частиною лише при Давиді, який розбив філістимлян, що відрізали Галілею (1004 р. до н. е.) захопленням Ізреельської долини, і який підкорив ханаанців, які все ще володіли в цій долині містами. Після смерті Соломона (928 р. до н. е.) і розподілу держави на переважно семітську Юдею та Ізраїльське царство зі змішаним складом населенням, Галілея опинилася в складі Ізраїльського царства, служачи близько двох століть його форпостом в частих сутичках з іншим семітським державним утворенням — арамейською державою.
У 732 р. до н. е. Тіглатпаласар III захопив Галілею у Ізраїльського царства (яке пізніше було повністю завойоване Ассирією у 722 р. до н. е.) і, перетворивши її в ассирійську провінцію Мегіддо, вивіз у полон більшість єврейської знаті. Тоді як Самарії було поселено багато іноземних колоністів, у Галілеї несемітське населення становило переважну більшість і було лояльне до завойовників. Близько 625 р. до н. е. Йосія, окупував Галілею і анексував її до складу Юдейського царства.
Періоди панування Вавилонії (з 604 р. до н. е.), Персії (з 539 р. до н. е.) та елліністичних держав Птолемеїв (між 323 р. і 200 р. до н. е.) і Селевкідів відзначені масовою міграцією індоєвропейських народів до провінції, елінізацією, культурним і економічним піднесенням краю — на відміну від відсталої в цьому розумінні пустельної і мало заселеної Юдеї. Цей час благотворно вплинув на демографічний, культурний і економічний розвиток регіону, перетворивши його на квітучий сад.
Арістобул I після перемог над ітуреями, які захопили частину Верхньої Галілеї, навернув їх в юдаїзм і у 104 р. до н. е. знову анексував всю Галілею до царства Хасмонеїв. Помпей, завоювавши в 63 р. до н. е. Палестину, віддав Самарію та інші області під владу римських намісників в Сирії. Галілея, формально залишаючись провінцією Юдеї, практично опинилася відокремленою від неї і мала змогу розвиватися самостійно. При правлінні Ірода I (37 — 4 рр. до н. е.) багата Галілея стала одним з центрів опозиції його проримській політиці, а потім і оплотом зелотів — активної сили в Юдейській війні (66 — 73 рр. н. е.). Під час юдейської війни несемітська (неєврейська) більшість населення Галілеї зазнала утисків як із боку євреїв, так і з боку римлян — і була змушена покинути провінцію, емігрувавши до Галатії (Мала Азія). Підкорення Галілеї Веспасіаном і очищення провінції від бунтівних банд релігійних фанатиків наблизило падіння Єрусалиму.
Коли імператор Костянтин Великий проголосив християнство офіційною релігією своєї імперії, прочани стали будувати в Галілеї церкви. Із провінції Галілея перетворилась на всесвітній центр християнства. Для будівництва першої церкви на території Галілеї обрали місто Акко-Птолемей (у наші дні цю церкву можна побачити в реконструйованій частині приморського міста). У ході археологічних розкопок, проведених у Західній Галілеї, було виявлено понад 60 церков, побудованих у період із V по VII століття нашої ери. Розкопки тривають донині в лицарських залах кварталу ордену госпітальєрів у Старому Акко.

## Галілея:Назарет

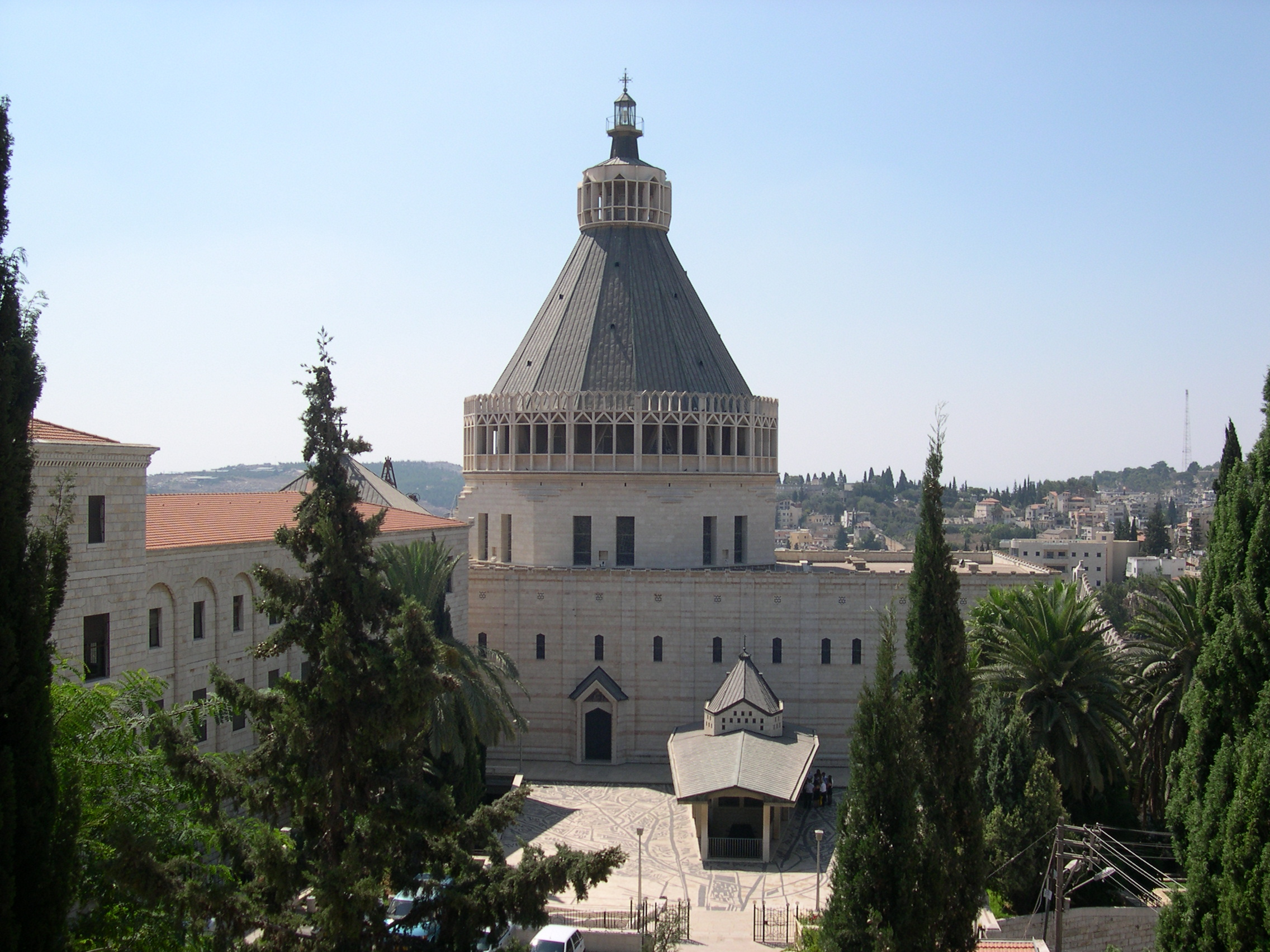
Храм Благовіщення в місті Назарет

Відповідно до Нового Заповіту, архангел Гавриїл явився Пресвятій Діві Марії в галілейському місті Назарет «А шостого місяця від Бога був посланий Ангел Гавриїл у галілейське місто, що йому на ім'я Назарет» (Лк. 1:26). Тут Ісус провів свої молоді роки. В місті існує тридцять церков і монастирів, зведених християнами. 
Головна визначна пам'ятка Назарета — це храм Благовіщення, сучасна будівля, споруджена у 1969 році на місці церкви, побудованої ще на початку візантійської епохи, а згодом відродженої та реанімованої хрестоносцями. Друга церква — Церква святого Гавриїла, була побудована у XVII столітті на руїнах трьох давніх церков і проголошена православною церквою справжнім місцем Благовіщення. Підземний водоспад з'єднує його з джерелом Діви Марії, яке стало центром сучасного Назарета. Синагога, де Ісус молився в юні роки, була відновлена й сьогодні відома як Синагогальна церква. Скромний будинок, обнесений товстими вигнутими кам'яними стінами, розташований на торговому майдані біля Грецької католицької церкви.

## Галілея: Джуліс, Еврон, Нагарія

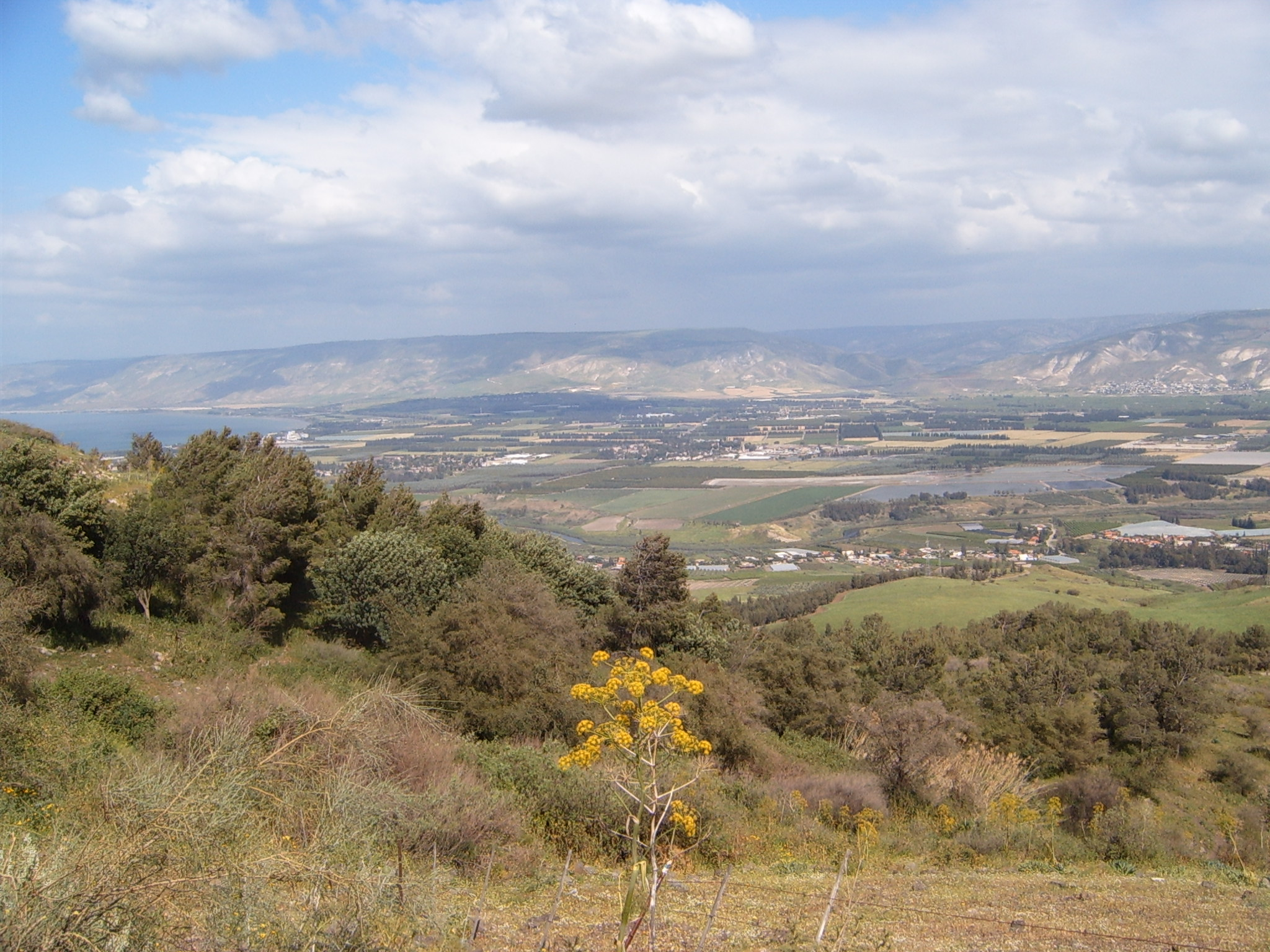
Вид на долину ріки Йордан в Галілеї

Найбільша церква, виявлена на території Галілеї, знаходиться в безпосередній близькості до друзького села Джуліс.
Проте найбільш ранньою з чотирьох великих церков, відновлених у Галілеї, вважається Еврон, що знаходиться на території кібуца. Археологам вдалося очистити чудову декоративну мозаїку з дванадцятьма написами, зробленими грецькою мовою, яка прикрашала підлогу цієї церкви, що дозволяє віднести час побудови цього храму до початку V століття нашої ери.
Однак найпрекрасніша та складна мозаїчна підлога була виявлена у Візантійській церкві в місті Нагарія. Створена в VI столітті нашої ери, вона відтворює чудові сцени полювання.

## Галілея: Нес-Амім
У 1960 році в Галілеї групою християн, які поставили перед собою завдання створити новий тип стосунків між християнами всього світу та євреями Ізраїлю, було засноване християнсько-єврейське поселення Нес-Амім (у перекладі з івриту — «чудо народів»).
Відвідувачі Нес-Амім можуть взяти участь у навчальних програмах, провести вільний час у пансіонаті та відвідати концерти класичної музики, які в зимові місяці проводяться регулярно по п'ятницях.